# Leininger Peak
Leininger Peak är en bergstopp i Antarktis. Den ligger i Västantarktis. Argentina, Chile och Storbritannien gör anspråk på området. Toppen på Leininger Peak är 1 135 meter över havet, eller 137 meter över den omgivande terrängen. Bredden vid basen är 1,7 km.
Terrängen runt Leininger Peak är huvudsakligen kuperad, men västerut är den platt. Trakten är obefolkad. Det finns inga samhällen i närheten.